# Bamra jucunda
Bamra jucunda là một loài bướm đêm trong họ Noctuidae.